# Черноусово (Свердловская область)
Черноу́сово — село в Белоярском районе Свердловской области России. Входит в Белоярский муниципальный округ.
Ранее было центром Черноусовоского сельсовета Белоярского района.

## География
Черноусово расположено в устье реки Брусянки, на обоих берегах Исети, в 23 километрах к юго-западу от посёлка Белоярского.

### Часовой пояс
Черноусово, как и вся Свердловская область, находится в часовой зоне МСК+2. Смещение применяемого времени относительно UTC составляет +5:00.

## Население
| 2002 | 2010 | 2021 |
| ---- | ---- | ---- |
| 888  | ↘845 | ↘715 |

## Инфраструктура
В Черноусове 26 улиц: Ананьина, Весенняя, Гилёвская, Горная, Ефремова, Заречная, Исетская, Казачья, Калинина, Ключевская, Ленина, Лесная, Магистральная, Мира, Набережная, Озёрная, Песцовая, Прудовая, Рябиновая, Светлая, Троицкая, Цветочная, Центральная, Черёмуховая, Школьная, Южная; 3 переулка: Гагарина, Звонкий, Сосновый; 3 садоводческих некоммерческих товарищества: «Брусянка», «Здоровье», «Лаванда».